# Малюк-каратист
Малю́к-карати́ст (англ. The Karate Kid) — американський фільм 1984 року.

## Сюжет
Люсіль Ларуссо та її син Деніел переїжджають з Нью-Арка до Лос-Анджелеса. Різноробочим у їхньому будинку працює літній дивакуватий іммігрант з Окінави містер Міяґі. Деніел приходить у нову школу і знайомиться з однокласниками. Почавши спілкуватися з симпатичною чирлідеркою Еллі Міллс, він стикається з Джонні Лоуренсом, її колишнім хлопцем. Джонні займається карате у школі «Кобра Кай» під керівництвом сенсея Джона Кріза, який сповідує безжальний стиль і прагнення перемоги над противником за всяку ціну. Джонні та його друзі переслідують і принижують Деніела. Під час святкування Гелловін вони б'ють Деніела на вулиці. В останній момент йому на допомогу приходить містер Міяґі, який виявився майстром бойових мистецтв. Він легко розкидає хуліганів. Деніел просить Міяґі навчити його карате. Майстер погоджується. Міяги з Деніелом відвідують школу «Кобра Кай» і досягають домовленості, що учні Криза не діставатимуть Деніела. Учень Міяґі заявиться на майбутні змагання з карате і там вони зможуть з'ясувати, хто сильніший у рамках спортивного поєдинку. Починаються тренування. Спочатку Міяґі змушує Деніела виконувати роботу, зовсім не схожу на навчання: фарбувати паркан і полірувати машину. Згодом виявляється, що це було частиною тренування і поступово Деніел осягає ази бойового єдиноборства. Вчитель пояснює Деніел, що йому потрібно не тільки тренувати тіло, але і виховувати дух.
На день народження Міяґі дарує учневі каратеги та вирішує, що він готовий до змагань. Деніел несподіваним чином обіграє більш високих і потужних супротивників і дістається фінальної стадії. У півфіналі він зустрічається з іншим учнем "Кобра Кай" Боббі. Тренер Кріз наказує Боббі ціною дискваліфікації завдати травми противнику. У Деніела пошкоджена нога і лікар не дозволяє виступити у фіналі. Проте Деніел відновлюється за допомогою тренера і, кульгаючи, виходить на фінальний поєдинок. Йому протистоїть Джонні. Зустріч починається на рівних, але Деніел пропускає прийом і більшу частину бою змушений провести, стрибаючи на хворій нозі. Тренер Джонні наказує йому провести нечесний прийом і повністю вивести з ладу хвору ногу супротивника. Виверт удається, але Деніел піднімається з останніх сил, і, використовуючи техніку «журавля», проводить нокаутуючий удар і перемагає.

## У ролях
| Актор             | Роль                       |
| ----------------- | -------------------------- |
| Ральф Маккіо      | Деніел Ларуссо             |
| Пет Моріта        | містер Кесуке Міяґі        |
| Елізабет Шу       | Алі Міллс                  |
| Мартін Коув       | Джон Кріз Кобра Кай Сенсей |
| Ренді Хеллер      | Люсіль Ларуссо             |
| Вільям Забка      | Джонні Лоуренс             |
| Рон Томас         | Боббі                      |
| Роб Геррісон      | Томмі                      |
| Чед МакКуін       | Дач                        |
| Тоні О'Делл       | Джиммі                     |
| Ісраел Хуарбе     | Фредді Фернандес           |
| Вільям Бассетт    | містер Міллс               |
| Леррі Б. Скотт    | Джеррі                     |
| Джулі Філдс       | Сьюзен                     |
| Дена Андерсен     | Барбара                    |
| Френк Берт Авалон | Чакі                       |
| Джефф Фішман      | Біллі                      |
| Кент Дейлі        | Кріс                       |
| Том Фрідлі        | Алан                       |
| Ларрі Дрейк       | Ягу                        |

## Саундтрек
1. "The Moment of Truth" (Survivor)
2. "(Bop Bop) On the Beach" (The Flirts, Jan and Dean)
3. "No Shelter" (Broken Edge)
4. "Young Hearts" (Commuter)
5. "(It Takes) Two to Tango" (Paul Davis)
6. "Tough Love" (Shandi)
7. "Rhythm Man" (St. Regis)
8. "Feel the Night" (Baxter Robertson)
9. "Desire" (Gang of Four)
10. "You're the Best" (Joe Esposito)

## Нагороди і номінації
| Рік  | Нагорода       | Категорія                                        | Номінант                         | Результат | Посил. |
| ---- | -------------- | ------------------------------------------------ | -------------------------------- | --------- | ------ |
| 1985 | Оскар          | Найкраща чоловіча роль другого плану             | Пет Моріта                       | Номінація | [ 2 ]  |
| 1985 | Золотий глобус | Найкраща чоловіча роль другого плану — кінофільм | Пет Моріта                       | Номінація | [ 3 ]  |
| 1985 | Молодий актор  | Найкращий сімейний фільм - Драма                 | Найкращий сімейний фільм - Драма | Перемога  | [ 4 ]  |
| 1985 | Молодий актор  | Найкращий молодий актор другого плану            | Вільям Забка                     | Номінація | [ 4 ]  |
| 1985 | Молодий актор  | Найкраща молода актриса                          | Елізабет Шу                      | Перемога  | [ 4 ]  |